# Orle (Croacia)
Orle es un municipio de Croacia en el condado de Zagreb.

## Geografía
Se encuentra a una altitud de 100 m s. n. m. a 29,9 km de la capital nacional, Zagreb.

## Demografía
En el censo 2011, el total de población del municipio fue de 1980 habitantes, distribuidos en las siguientes localidades:
- Bukevje -  427
- Čret Posavski -  93
- Drnek -  304
- Obed -  51
- Orle  -  106
- Ruča   -    227
- Stružec Posavski -  71
- Suša  -   113
- Veleševec    -   436
- Vrbovo Posavsko  - 152